# Klaksvík (gmina)
Klaksvík (far. Klaksvíkar kommuna) – jedna z największych gmin na Wyspach Owczych, duńskim terytorium zależnym, położonym na Oceanie Atlantyckim. Graniczy z gminą Hvannasund. Siedzibą jej władz jest drugie co do wielkości miasto na archipelagu, Klaksvík.
Gmina obejmuje większą część wyspy Borðoy, jedynie północno-wschodnie wybrzeże leży poza jej jurysdykcją. W jej granicach leżą także wyspy Fugloy oraz Kalsoy. Zajmuje powierzchnię 116,4 km².
Według danych z 2017 roku gminę zamieszkuje 5051 ludzi.

## Historia
Gmina Klaksvík istnieje od roku 1908. Powstała w wyniku podziału Norðoya Prestagjalds kommuna, obejmującej od 1872 tereny regionu Norðoyar. W roku 2005 gmina powiększyła się o tereny dawnej Mikladals kommuna, cztery lata później w jej granice weszła gmina Svínoy a w 2017 roku gmina Húsar.
Od 1908 roku gminą zarządza burmistrz. Obecnie jest nim Jógvan Skorheim z Partii Niepodległościowej.

## Populacja
Liczba ludności Klaksvíkar kommuna wynosi na chwilę obecną 5 051 osób (druga najludniejsza gmina na archipelagu).
Populacja gminy Klaksvík w roku 1908 wynosiła około 700 osób. W przeciągu pięćdziesięciu lat liczba ta wzrosła do około 4000 ludzi. W roku 1960 gminę w jej ówczesnych granicach, zamieszkiwało 3 894 ludzi. Liczba ta wzrastała w kolejnych lata (4 257 w 1960, 4 673 w 1977, 4 882 w 1985), osiągając poziom 4 984 mieszkańców w roku 1990. Na Wyspach Owczych pojawił się wówczas kryzys gospodarczy, co wywołało odpływ ludności zarówno z całego archipelagu, jak i z gminy Klaksvik. Po roku 1995, kiedy populacja osiągnęła poziom 4 581 osób, liczba ludności sukcesywnie rośnie.
Dane z roku 1908 są informacjami przybliżonymi.

## Polityka
Burmistrzem gminy Klaksvík od 2012 roku jest Jógvan Skorheim, startujący z list Partii Niepodległościowej. Został on wyłoniony po ostatnich wyborach samorządowych na Wyspach Owczych, których wyniki dla Klaksvíkar kommuna przedstawiały się następująco:
| Lista | Nazwa partii                                    | Głosy | Procent | Mandaty | Mandaty |
| ----- | ----------------------------------------------- | ----- | ------- | ------- | ------- |
| A     | Partia Ludowa (Fólkaflokkurin)                  | 1 104 | 37,01   | 5       | 0       |
| E     | Repiblika (Tjóðveldi)                           | 702   | 23,53   | 3       | +1      |
| D     | Partia Niepodległościowa (Sjálvstýrisflokkurin) | 522   | 17,5    | 2       | +1      |
| C     | Partia Socjaldemokratyczna (Javnaðarflokkurin)  | 440   | 14,75   | 1       | -1      |
| B     | Partia Unii (Sambandsflokkurin)                 | 215   | 7,21    | 0       | -1      |
|       | Suma                                            | 2 991 | 100     | 11      | 0       |

| Lista A              | Lista A                      | Lista A              | Lista B           | Lista B                | Lista B           | Lista C           | Lista C                            | Lista C           |
| Fólkaflokkurin       | Fólkaflokkurin               | Fólkaflokkurin       | Sambandsflokkurin | Sambandsflokkurin      | Sambandsflokkurin | Javnaðarflokkurin | Javnaðarflokkurin                  | Javnaðarflokkurin |
| Nr                   | Kandydat                     | Głosy                | Nr                | Kandydat               | Głosy             | Nr                | Kandydat                           | Głosy             |
| -------------------- | ---------------------------- | -------------------- | ----------------- | ---------------------- | ----------------- | ----------------- | ---------------------------------- | ----------------- |
| 1.                   | Óli á Geilini                | 8                    | 1.                | Símun Michael Sørensen | 32                | 1.                | Tummas Jóhansson Lervig            | 96                |
| 2.                   | Óli M. Lassen                | 82                   | 2.                | Maria Olsen            | 60                | 2.                | Signhild Vilhelmsdóttir Johannesen | 182               |
| 3.                   | Jósvein Jacobsen             | 12                   | 3.                | Kristian Joensen       | 14                | 3.                | Petur Martin Hansen                | 64                |
| 4.                   | Jan Gardar                   | 62                   | 4.                | Katrina Gullaksen      | 53                | 4.                | Jákup Fredrik Nolsøe Mikkelsen     | 61                |
| 5.                   | Herfríð Sørensen             | 87                   | 5.                | Karl Olgar Joensen     | 9                 | 5.                | Henry Johannesen                   | 13                |
| 6.                   | Hallstein Jacobsen           | 51                   | 6.                | Jákup Skoradal         | 24                | 6.                | Hansa Nybo                         | 15                |
| 7.                   | Gunvá við Keldu              | 302                  | 7.                | Anskar Hansen          | 14                |                   |                                    |                   |
| 8.                   | Eyðstein Ó. Poulsen          | 108                  | 8.                | Aleksandar Djordjevic  | 3                 |                   |                                    |                   |
| 9.                   | Erling Petersen              | 86                   |                   |                        |                   |                   |                                    |                   |
| 10.                  | Erik Andreasen               | 54                   |                   |                        |                   |                   |                                    |                   |
| 11.                  | Elisabeth M. Gunnleygsdóttir | 138                  |                   |                        |                   |                   |                                    |                   |
| 12.                  | Atli S. Justinussen          | 107                  |                   |                        |                   |                   |                                    |                   |
|                      | Lista                        | 7                    |                   | Lista                  | 6                 |                   | Lista                              | 9                 |
| Lista D              | Lista D                      | Lista D              | Lista E           | Lista E                | Lista E           |                   |                                    |                   |
| Sjálvstýrisflokkurin | Sjálvstýrisflokkurin         | Sjálvstýrisflokkurin | Tjóðveldi         | Tjóðveldi              | Tjóðveldi         |                   |                                    |                   |
| Nr                   | Kandydat                     | Głosy                | Nr                | Kandydat               | Głosy             |                   |                                    |                   |
| 1.                   | Sven Dahl                    | 33                   | 1.                | Óluva Klettskarð       | 211               |                   |                                    |                   |
| 2.                   | Rúna Sivertsen               | 44                   | 2.                | Steinbjørn O. Jacobsen | 244               |                   |                                    |                   |
| 3.                   | Kristian Eli Zachariasen     | 116                  | 3.                | Karl Marius Poulsen    | 51                |                   |                                    |                   |
| 4.                   | Jógvan Skorheim              | 230                  | 4.                | Jóhann Lútzen          | 72                |                   |                                    |                   |
| 5.                   | Beinta Klakkstein            | 93                   | 5.                | Jóan Pauli Jacobsen    | 43                |                   |                                    |                   |
|                      |                              |                      | 6.                | Eyðun Jacobsen         | 21                |                   |                                    |                   |
|                      |                              |                      | 7.                | Erland Sivertsen       | 24                |                   |                                    |                   |
|                      |                              |                      | 8.                | Ella Norðberg Heinesen | 29                |                   |                                    |                   |
|                      | Lista                        | 6                    |                   | Lista                  | 7                 |                   |                                    |                   |

Frekwencja wyniosła ponad 82% (na 3 636 uprawnionych zagłosowało 2 991 ludzi, w tym 4 nieważne. oraz 4 puste.

## Miejscowości wchodzące w skład gminy Klaksvík
| Miejscowość | Liczba mieszkańców (01.01.2014) | Krótki opis | Zdjęcie                                     |
| ----------- | ------------------------------- | --- | ------------------------------------------- |
| Ánir        | 60                              | Miejscowość została założona w roku 1840 z powodu rosnącego zapotrzebowania na ziemię do upraw. Nazywana jest czasem także Ánirnar. | Ánir.                                       |
| Árnafjørður | 51                              | W 1875 roku u wybrzeży nieopodal miejscowości zacumował zniszczony, norweski statek. Drewno z tej jednostki sprzedawano na aukcjach, a z powodu jego dużej ilości jego cena na Wyspach Owczych była niższa niż kiedykolwiek wcześniej w historii. Kościół w Árnafjørður powstał w 1937 roku. | Árnafjørður.                                |
| Klaksvík    | 4601                            | Siedziba władz gminy. W średniowieczu w miejscu Klaksvík istniały cztery miejscowości zwane wspólnym mianem Norðuri í Vági lub í Bø, które w 1908 roku połączono i nadano im prawa miejskie. W miejscowości znajdują się ruiny z czasów wikińskich, zwane Islendingatoftir, zniszczone przez lawiny w XVIII wieku. Swoją siedzibę ma tam Føroya Bjór, lokalny browar z tradycjami sięgającymi 1888 roku. Kościół Christianskirkjan wybudowano w 1963 roku, wzorem dla tworzącego go architekta miała być Katedra Magnusa. | Klaksvík nocą.                              |
| Mikladalur  | 29                              | Na początku XIV stulecia pod Mikidalur odbyła się bitwa między Norwegami a Farerami, którzy nie chcieli płacić daniny władcom Norwegii. W Mikladalur znajduje się stary młyn wodny, a tamtejszy kościół wybudowano w 1856 roku. | Mikladalur.                                 |
| Norðoyri    | 101                             | W miejscowości odnaleziono ślady osadnictwa wikingów, a także kilka zniszczonych przez XVIII wieczne lawiny gospodarstw. | Norðoyri.                                   |
| Svínoy      | 29                              | Jedyna miejscowość na wyspie Svínoy, do 2009 roku siedziba Svínoyar kommuna. Mieszkał tam upamiętniony w Sadze o Farerczykach wiking Bjarni, upamiętniony na kamieniu runicznym Bjarnastainur. Znajduje się tam kościół z 1878 roku. | Miejscowość Svínoy, w tle widoczny kościół. |
| Trøllanes   | 16                              | Nazwa miejscowości oznacza Przylądek Trolli. Do sieci drogowej Wysp Owczych miejscowość przyłączono w 1986 roku po wybudowaniu czterech tuneli, dzięki którym jest to możliwe. | Trøllanes.                                  |
| Blankaskáli | 0                               | Miejscowość powstała w XIX wieku, dziś opuszczona. |                                             |
| Húsar       | 42                              | Najstarsza osada nie tylko w gminie, ale także na całej wyspie. Wybudowany tam kościół pochodzi z roku 1920. | Argir od strony Húsar.                      |
| Syðradalur  | 6                               | Po raz pierwszy zasiedlono to miejsce w XVI wieku, ale opuszczono je z nieznanych przyczyn. Aktualna wioska ma korzenie w 1812 roku, kiedy przybyli tu uciekinierzy z Blankaskáli po osunięciu się ziemi pod ich dawnym miejscem zamieszkania. Nazwa Syðradalur oznacza Południowa Dolina. | Przystań w Syðradalur.                      |